# Niuch
Niuch (ang. Snuff) – 39. powieść Terry'ego Pratchetta z serii Świat Dysku. Książka jest kolejną częścią przygód o Straży Miejskiej Ankh-Morpork.
Powieść w polskim tłumaczeniu Piotra W. Cholewy ukazała się 10 kwietnia 2012 roku nakładem wydawnictwa Prószyński i S-ka.

## Fabuła
Diuk Ankh-Morpork, komendant Straży Miejskiej sir Samuel Vimes wyjeżdża z rodziną na zasłużony (a raczej wymuszony) urlop na wieś. O ile Sybil i Młody Sam cieszą się z pobytu w Dworze Ramkinów, o tyle Vimes nie może znaleźć sobie miejsca. Tęskni za miastem, swoją strażą i niebezpieczeństwem. Wkrótce jednak zacznie dostrzegać, że sielski obrazek wsi wcale nie jest taki nieskazitelny. Gdy zostaje zamordowana młoda Goblinka, a miejscowy kowal znika w tajemniczych okolicznościach, Vimes natychmiast zapomni o odpoczynku i rozpocznie śledztwo, nie przejmując się, że jest daleko od swojej jurysdykcji. Uzbrojony jedynie we własny spryt, doświadczenie i prawo, a za sojuszników mając młodego miejscowego policjanta i Następująca Ciemność, zamieszkującą jego duszę, będzie musiał stanąć przeciwko ludziom, którzy przywykli do tego, że są bezkarni.